# José Luis Oltra
José Luis Oltra Castañer (Valencia, 24 marzo 1969) è un allenatore di calcio ed ex calciatore spagnolo, di ruolo centrocampista, tecnico dell'Eldense.

## Caratteristiche tecniche
Giocava come centrocampista centrale.

## Statistiche

### Statistiche da allenatore
Statistiche aggiornate al 19 gennaio 2018.
| Squadra             | Da               | A                | Risultati | Risultati | Risultati | Risultati | Risultati | Risultati | Risultati | Risultati |
| Squadra             | Da               | A                | G         | V         | N         | P         | GF        | GS        | DR        | Win %     |
| ------------------- | ---------------- | ---------------- | --------- | --------- | --------- | --------- | --------- | --------- | --------- | --------- |
| Catarroja           | 30 giugno 2001   | 1 luglio 2002    | 34        | 15        | 11        | 8         | 49        | 32        | +17       | 44,12     |
| Castellón           | 1 luglio 2002    | 8 luglio 2004    | 89        | 45        | 25        | 19        | 114       | 67        | +47       | 50,56     |
| Levante B           | 8 luglio 2004    | 2 maggio 2005    | 34        | 14        | 12        | 8         | 34        | 22        | +12       | 41,18     |
| Levante             | 2 maggio 2005    | 31 ottobre 2005  | 15        | 4         | 5         | 6         | 14        | 20        | −6        | 26,67     |
| Ciudad de Murcia    | 8 luglio 2006    | 30 giugno 2007   | 43        | 18        | 9         | 16        | 53        | 46        | +7        | 41,86     |
| Tenerife            | 1 luglio 2007    | 20 maggio 2010   | 128       | 47        | 36        | 45        | 176       | 185       | −9        | 36,72     |
| Almería             | 24 novembre 2010 | 5 aprile 2011    | 24        | 8         | 5         | 11        | 35        | 49        | −14       | 33,33     |
| Deportivo La Coruña | 29 maggio 2011   | 30 dicembre 2012 | 65        | 34        | 12        | 19        | 109       | 92        | +17       | 52,31     |
| Maiorca             | 9 giugno 2013    | 24 febbraio 2014 | 28        | 9         | 9         | 10        | 36        | 45        | −9        | 32,14     |
| Recreativo Huelva   | 27 giugno 2014   | 10 febbraio 2015 | 26        | 6         | 7         | 13        | 25        | 37        | −12       | 23,08     |
| Córdoba             | 10 giugno 2015   | 27 novembre 2016 | 62        | 25        | 15        | 22        | 80        | 79        | +1        | 40,32     |
| Granada             | 3 giugno 2017    | Attuale          | 24        | 10        | 7         | 7         | 34        | 27        | +7        | 41,67     |
| Totale carriera     | Totale carriera  | Totale carriera  | 572       | 235       | 153       | 184       | 759       | 701       | +58       | 41,08     |

## Palmarès

### Allenatore
- Segunda División B: 1

Castellón: 2002-2003
- Segunda División: 1

Deportivo: 2011-2012